# Vegas World
Vegas World – w przeszłości kasyno, działające w Las Vegas, w amerykańskim stanie Nevada. Otwarty w 1979 roku obiekt był własnością Boba Stupaka. Z tego powodu jego nazwę często stylizowano na Bob Stupak's Vegas World.
Dzięki pieniądzom własnym oraz pożyczonym od przyjaciół ojca, Stupak wykupił 0.61 ha ziemi, na której początkowo, w 1974 roku wybudował Bob Stupak's World Famous Historic Gambling Museum. Niespełna dwa miesiące po otwarciu obiektu, budynek został doszczętnie zniszczony przez pożar, który wybuchł z powodu wadliwego działania klimatyzacji.
Następnie Stupak wziął ponad milion dolarów pożyczki u Valley Bank, by stworzyć Vegas World. Kasyno zostało otwarte w piątek trzynastego, w 1979 roku. Początkowo obiekt nie przynosił dużych zysków, jednak dzięki niestandardowym metodom promocji, takim jak oryginalne, niespotykane zasady w tradycyjnych grach, Vegas World zyskał dużą popularność. 
W showroomie obiektu wystawiana była sztuka na cześć Elvisa Presleya, w której występowali między innymi EP King i Terry Presley. Atrakcją kasyna była również gablota, w której znajdował się milion dolarów.
Vegas World zakończył działalność 1 lutego 1995 roku, by zrobić miejsce dla nowego obiektu – nowego projektu Stupaka, Stratosphere.